# Accès libre

Logo symbolisant l'accès libre.

Pour le libre accès à la documentation électronique, voir Libre accès (édition scientifique).
Pour le libre accès à une chaîne de télévision, voir Free to air.
 (novembre 2023).
Si vous disposez d'ouvrages ou d'articles de référence ou si vous connaissez des sites web de qualité traitant du thème abordé ici, merci de compléter l'article en donnant les références utiles à sa vérifiabilité et en les liant à la section « Notes et références ».
L'accès libre ou libre accès désigne dans les bibliothèques la mise à disposition directe de documents (livres, périodiques, thèses...). En d’autres mots, l’espace de la bibliothèque est ouvert au public et non fermé; les documents sont donc disponibles à la consultation et proche des usagers.

## Historique
L'accès libre est longtemps resté limité en bibliothèque, ne concernant souvent que quelques livres considérés comme usuels. C'était particulièrement le cas à la bibliothèque du collège de Sorbonne où les livres les plus utilisés étaient installés dans une parva libraria (petite bibliothèque), mais retenus par des chaînes. 
À la fin de l'Ancien Régime, la bibliothèque de l'abbaye Saint-Victor de Paris était une des rares bibliothèques où le libre accès était développé. 
L'accès libre se répand aux États-Unis au début du XXe siècle. À la suite de la fréquence des relations entre les bibliothèques américaines et européennes après la Première Guerre mondiale, il se répand en Europe sous l'influence de bibliothécaires comme Eugène Morel. 
En France, l'accès libre est d'abord pratiqué dans les bibliothèques destinées aux enfants, à commencer par L'Heure Joyeuse. 
Il se répand ensuite progressivement dans les bibliothèques municipales, puis, plus tardivement, dans les bibliothèques universitaires.

### Québec
Au Québec, la question de l’accès libre est étroitement liée à celles de la censure et du développement de la bibliothèque publique. 
La philanthropie anglophone permet l’ouverture des premières bibliothèques publiques et gratuites au Québec : la bibliothèque du Fraser Institute (1885), la Library and Art Union (1886), la Pettes Memorial Library (1894) et la Haskell Free Library (1905). Au tournant du XXe siècle, alors que les rayonnages ne sont pas nécessairement disposés à la portée des usagers, les pratiques bibliothéconomiques anglo-saxonnes adoptent une nouvelle approche. Celle-ci se manifeste notamment dans le réaménagement en 1917 de la Bibliothèque de Westmount, dont l’espace avait été initialement conçu pour éloigner les usagers des collections. Les collections se rapprochent des usagers qui peuvent désormais accéder aux rayonnages. Cependant, l’accessibilité reste une difficulté.
L’accès aux collections se fait plus tardivement au sein de la communauté francophone, et ce même si celles-ci ne sont pas si éloignées des usagers. La présence du clergé catholique, plus spécialement dans les bibliothèques paroissiales, exerce une certaine forme de censure en dictant ce qui est adéquat ou non à la lecture. Les bibliothécaires remplissent d’ailleurs le rôle de gardiens des savoirs et contribuent à limiter l’accès aux livres. Ce que l’on appelle accès libre est relatif. Des codes basés sur le statut social, le genre ou l’âge de l’usager, le coût des abonnements ou des emprunts, dans certains cas, contribuent à restreindre l’accès aux livres, et la sélection est bien souvent limitée. Les barrières imposées par le clergé freinent donc l’essor de bibliothèques publiques francophones.
L’Institut Fraser remplit pendant plusieurs années le rôle de bibliothèque publique pour les francophones; les anglophones reçoivent la collection jugée libérale et subversive de l’Institut canadien de Montréal. La bibliothèque de l’Institut Fraser est gratuite et de nature non confessionnelle. La Ville de Montréal refuse par ailleurs en 1901 un don de 150 000 $ d’Andrew Carnegie pour la fondation d’une bibliothèque publique. 
Les bibliothèques publiques, gratuites d’accès, sont perçues comme inutiles : l’instruction est pour l’élite, pour une petite poignée de gens, tandis que le peuple lit tout au plus que les journaux. Les usagers des bibliothèques ont un accès direct aux livres, mais la lecture, dont celle du roman, se doit d’être encadrée par une forme de morale catholique. On désire assurer du même coup la diffusion d’une littérature qui promeut un sentiment national et canadien. Le clergé est donc également fortement présent dans la production littéraire. Les ouvrages du terroir sont valorisés.  
L’idée d’une bibliothèque publique, c’est-à-dire une bibliothèque offrant sans censure un accès à l’information et aux idées, participant à l’apprentissage et à la culture, a pris plus de temps à se définir au Québec. Dans les travaux de La Commission royale d’enquête sur les problèmes constitutionnels (commission Tremblay), on constate le retard du Québec francophone quant à la lecture. Seulement une faible proportion de la population urbaine (35%) et rurale (5%) bénéficie des services d’une bibliothèque. 
La notion d’accès libre en bibliothèque se développe plus spécialement dans la seconde moitié du XXe siècle et ce sont les principes de bibliothéconomie venus des États-Unis qui influencent le Québec. La première Loi des bibliothèques publiques voit le jour en 1959 et le Service des bibliothèques québécoises est mis sur pied par la suite. Bien qu’elle représente un pas vers l’accès, la Loi des bibliothèques publiques est toutefois imparfaite. En matière d’accès, alors que l’UNESCO privilégie la gratuité, la Loi des bibliothèques publiques ne renferme aucune disposition à cet effet. Il faudra malgré tout encore plusieurs décennies pour que la province rattrape son retard, que ce soit par le développement des collections ou encore par la présence d’un personnel qualifié et professionnel. 
La Révolution tranquille amène de nouveaux changements pour l’accès à la lecture avec la sécularisation de la culture et de l’éducation, autrefois sous la tutelle du clergé. Le ministère des Affaires culturelles est créé en 1961, mais les bibliothèques publiques bénéficient d’un maigre financement. Dans les années 70, le nombre de livres et le nombre de bibliothécaires par habitants est largement inférieur aux chiffres de l’Ontario. Les bibliothèques publiques feront très souvent les frais des petits budgets, limitant leur développement, leur aménagement et l’accès à la lecture publique. Ce fut le cas des politiques libérales de 1985 où l’on coupa dans les programmes gouvernementaux destinés aux bibliothèques.
La séparation du clergé des pouvoirs publics permet tout de même d’insuffler au Québec un nouvel élan en termes d’accès. Les bibliothécaires changent de rôle et prônent davantage un accès libre à la lecture; le choix du lecteur est libre et non assujetti à une forme de morale. C’est d’ailleurs en 1976 que la Corporation des bibliothécaires professionnels du Québec adopte La Chartre des droits du lecteur dans laquelle le droit à la liberté intellectuelle est mis de l’avant. On y condamne toute forme de censure qui a pour but de restreindre ce droit à la libre expression et à l’accès au savoir. 

## Fonctionnement
Les documents mis en libre accès sont placés sur les étagères. Ils sont généralement classés d'une manière à faciliter leur recherche, notamment : 
- par ordre alphabétique d'auteurs pour les romans et les nouvelles ;
- en utilisant une classification thématique pour les ouvrages documentaires, par ex. la Classification de la Bibliothèque du Congrès, la Classification décimale de Dewey ou la Classification décimale universelle ;
- en suivant les Principes de classement des documents musicaux pour la musique enregistrée ou les partitions ;
- ou selon d'autres méthodes qui, d'après les bibliothécaires, permettront plus facilement de les retrouver (par numéro dans la collection, en suivant un plan de classement spécifique, etc.).

Certains documents devenus fragiles, trop abîmés ou moins empruntés peuvent être mis en magasin ou désherbés. 